# Административно деление на Хондурас
Хондурас е разделена на 18 департамента, които са допълнително разделени на общо 298 общини. Всеки департамент има свой управител, назначен от президента на страната.
Департаментите са:
1. Атлантида
2. Чолутека
3. Колон
4. Комаягуа
5. Копан
6. Кортес
7. Ел Параисо
8. Франсиско Морасан
9. Грасиас а Диос
10. Интибука
11. Ислас де ла Баия
12. Ла Пас
13. Лемпира
14. Окотепеке
15. Оланчо
16. Санта Барбара
17. Вале
18. Йоро